# (269) Justitia
(269) Justitia est un astéroïde de la ceinture principale découvert par Johann Palisa le 21 septembre 1887. Il fut nommé en honneur de Justitia, la déesse de la Justice.

## Caractéristiques
Il s'agit de l'un des astéroïdes les plus rouges de la ceinture principale. (203) Pompeja et (269) Justitia ont une pente spectrale plus rouge que tout autre corps de type D, qui sont les objets les plus rouges de la ceinture d'astéroïdes, et similaires aux objets de classe RR et IR trouvés dans le système solaire externe parmi les objets transneptuniens et les centaures. Des matériaux organiques complexes seraient présents sur la couche superficielle de ces astéroïdes. Ils pourraient s'être formés à proximité de Neptune et avoir été transplantés dans la région de la ceinture principale au cours d'une phase de migration planétaire.

## Exploration
Il est prévu que le MBR Explorer se place en orbite autour de (269) Justitia en octobre 2034. La sonde doit ensuite y larguer un petit atterrisseur qui se posera à la surface de Justitia en mai 2035.